# Цеч, Карл Георг
Карл Георг Цеч (правильнее — Цшеч; нем. Karl Georg Zschaetzsch; 18 июня 1870 — ?) — немецкий астрофизик, спиритист, автор гипотезы о происхождении «германской расы» («арийцев») из Атлантиды.

## Биография
О личности Цеча существуют лишь отрывочные сведения (неизвестны даже дата и место его смерти). Есть информация, что он был физиком по образованию. Достоверно известно, что он занимался паранауками, в том числе, ариософией, что со временем позволило ему выработать собственную теорию в ариософском дискурсе.

## «Атлантида — родина арийцев»

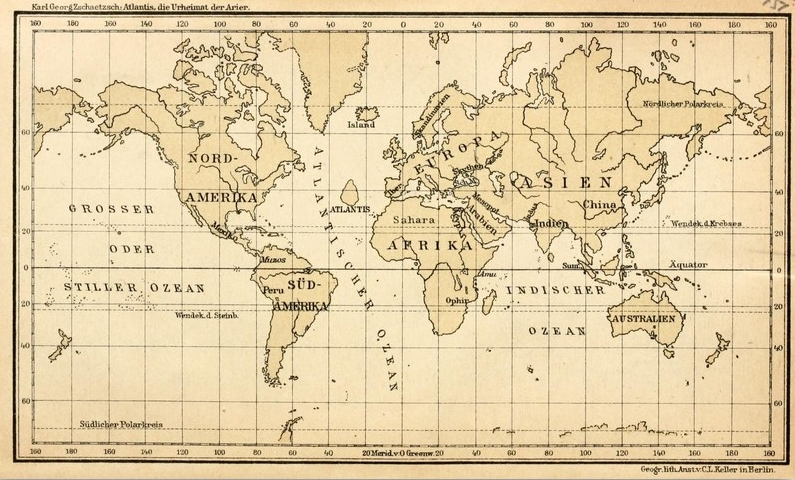
Карта из книги «Атлантида — родина арийцев», 1922

Впервые Цеч заявил о себе в 1920 году, когда вышла его работа «Происхождение и история арийского племени», в одночасье ставшая бестселлером. Согласно его теории, Атлантида была населена голубоглазыми блондинами-вегетерианцами, являвшимися представителями высшей, «арийской расы». Атлантида и её жители погибли в результате планетарной катастрофы, вызванной столкновением Земли с кометой. Выжили только бог Вотан, его дочь и беременная сестра. Их потомки смешались с неарийскими народами и впоследствии деградировали, при этом «германская раса» представлялась в качестве наследников населения Атлантиды и главенствующей расой среди индоевропейцев.
Как указывает исследователь А. В. Кондратьев, благословенная страна дедов-прадедов, согласно Цечу, «носила название „Атталантис“. Там почитался Бог-Всеотец, а страна эта уже в самом своём названии содержала рассказ о Нём». Кроме того, «переселившиеся оттуда носили имя „Айя“ = арья = ариас, в противоположность иным человеческим типам и человекоживотным. Свою страну благородные айя называли „Айяланд“ (Aialand). О распространившихся на Юг вплоть до Сибири айях напоминают географические имена: Азия (Asenland, страна Асов), Сырдарья, Гималаи (Himalaya, Небо Ариев = Himmel der Arier)». Таким образом, Цеч, наряду с некоторыми другими приверженцами подобных теорий, стал по сути выразителем мифологическо-евгенической идеи о мнимом превосходстве германцев над остальными народами.
Фрэнк Джозеф, составитель «Энциклопедии Атлантиды», называет Цеча одним из выдающихся «атлантологов» межвоенного периода и сравнивает его с Лео Фробениусом.

## Наследие
Во времена Третьего рейха книги Цеча пользовались популярностью, неоднократно переиздавались, и, по мнению Джеймса Вебба, стали основой для идеологических спекуляций нацистского руководства.

## Сочинения
- Die Herkunft und Geschichte des arischen Stammes. Berlin: Arier-Verlag, 1920.
- Atlantis: die Urheimat der Arier. Berlin: Arier-Verlag, 1922.
- Uralte Sippen- und Familiennamen. 2. Aufl. Berin: Arier-Verlag, 1934.